# مدار ۱ درجه شمالی

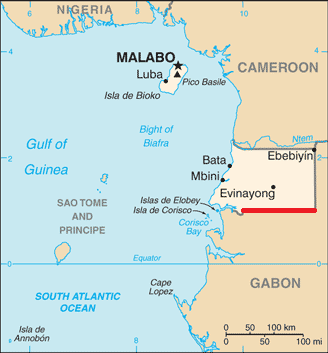
محل عبور مدار ۱ درجه شمالی در منطقه غرب آفریقا

مدار ۱ درجه شمالی، دایره‌ای از عرض جغرافیایی است که در ۱ درجهٔ شمالی خط استوا قرار دارد.

## گذر از مناطق
از نصف‌النهار مبدأ, شروع می‌شود و به سمت مشرق ۱ درجه شمالی از موارد زیر گذر می‌کند:
| مختصات‌ها                                           | کشور، قلمرو یا دریا        | توضیحات |
| -------------------------------------------------- | -------------------------- | --- |
| ۱°۰′ شمالی ۰°۰′ شرقی / ۱٫۰۰۰°شمالی ۰٫۰۰۰°شرقی      | اقیانوس اطلس               | گذرکردن از شمال جزیرهٔ Corisco, گینه استوایی · گذرکردن از شمال جزیرهٔ Elobey Grande, گینه استوایی                                            |
| ۱°۰′ شمالی ۹°۳۱′ شرقی / ۱٫۰۰۰°شمالی ۹٫۵۱۷°شرقی     | گینه استوایی               | جزیرهٔ Elobey Chico |
| ۱°۰′ شمالی ۹°۳۱′ شرقی / ۱٫۰۰۰°شمالی ۹٫۵۱۷°شرقی     | اقیانوس اطلس               | |
| ۱°۰′ شمالی ۹°۳۵′ شرقی / ۱٫۰۰۰°شمالی ۹٫۵۸۳°شرقی     | گابن                       | |
| ۱°۰′ شمالی ۹°۴۷′ شرقی / ۱٫۰۰۰°شمالی ۹٫۷۸۳°شرقی     | گینه استوایی               | |
| ۱°۰′ شمالی ۱۰°۰′ شرقی / ۱٫۰۰۰°شمالی ۱۰٫۰۰۰°شرقی    | گینه استوایی / گابن border | |
| ۱°۰′ شمالی ۱۱°۲۰′ شرقی / ۱٫۰۰۰°شمالی ۱۱٫۳۳۳°شرقی   | گابن                       | |
| ۱°۰′ شمالی ۱۴°۲۵′ شرقی / ۱٫۰۰۰°شمالی ۱۴٫۴۱۷°شرقی   | جمهوری کنگو                | |
| ۱°۰′ شمالی ۱۷°۵۱′ شرقی / ۱٫۰۰۰°شمالی ۱۷٫۸۵۰°شرقی   | جمهوری دموکراتیک کنگو      | |
| ۱°۰′ شمالی ۳۰°۱۳′ شرقی / ۱٫۰۰۰°شمالی ۳۰٫۲۱۷°شرقی   | اوگاندا                    | |
| ۱°۰′ شمالی ۳۴°۲۹′ شرقی / ۱٫۰۰۰°شمالی ۳۴٫۴۸۳°شرقی   | کنیا                       | |
| ۱°۰′ شمالی ۴۱°۰′ شرقی / ۱٫۰۰۰°شمالی ۴۱٫۰۰۰°شرقی    | سومالی                     | |
| ۱°۰′ شمالی ۴۳°۵۴′ شرقی / ۱٫۰۰۰°شمالی ۴۳٫۹۰۰°شرقی   | اقیانوس هند                | گذرکردن از شمال Huvadhu Atoll, مالدیو |
| ۱°۰′ شمالی ۹۷°۲۳′ شرقی / ۱٫۰۰۰°شمالی ۹۷٫۳۸۳°شرقی   | اندونزی                    | جزیرهٔ نیاس |
| ۱°۰′ شمالی ۹۷°۵۵′ شرقی / ۱٫۰۰۰°شمالی ۹۷٫۹۱۷°شرقی   | اقیانوس هند                | |
| ۱°۰′ شمالی ۹۸°۵۶′ شرقی / ۱٫۰۰۰°شمالی ۹۸٫۹۳۳°شرقی   | اندونزی                    | جزیرهٔ سوماترا, Padang, Rantau و Rangsang                                                                                                   |
| ۱°۰′ شمالی ۱۰۳°۴′ شرقی / ۱٫۰۰۰°شمالی ۱۰۳٫۰۶۷°شرقی  | تنگه مالاکا                | |
| ۱°۰′ شمالی ۱۰۳°۲۱′ شرقی / ۱٫۰۰۰°شمالی ۱۰۳٫۳۵۰°شرقی | اندونزی                    | جزیرهٔ Great Karimun |
| ۱°۰′ شمالی ۱۰۳°۲۷′ شرقی / ۱٫۰۰۰°شمالی ۱۰۳٫۴۵۰°شرقی | تنگه سنگاپور               | |
| ۱°۰′ شمالی ۱۰۳°۴۷′ شرقی / ۱٫۰۰۰°شمالی ۱۰۳٫۷۸۳°شرقی | اندونزی                    | Islands شامل Kapaladjernih, Bulan, باتم, بینتان و Mapur                                                                                    |
| ۱°۰′ شمالی ۱۰۴°۵۱′ شرقی / ۱٫۰۰۰°شمالی ۱۰۴٫۸۵۰°شرقی | دریای جنوبی چین            | |
| ۱°۰′ شمالی ۱۰۷°۲۳′ شرقی / ۱٫۰۰۰°شمالی ۱۰۷٫۳۸۳°شرقی | اندونزی                    | Tambelan archipelago |
| ۱°۰′ شمالی ۱۰۷°۳۶′ شرقی / ۱٫۰۰۰°شمالی ۱۰۷٫۶۰۰°شرقی | دریای جنوبی چین            | |
| ۱°۰′ شمالی ۱۰۸°۵۸′ شرقی / ۱٫۰۰۰°شمالی ۱۰۸٫۹۶۷°شرقی | اندونزی                    | کالیمانتان |
| ۱°۰′ شمالی ۱۱۰°۱۶′ شرقی / ۱٫۰۰۰°شمالی ۱۱۰٫۲۶۷°شرقی | مالزی                      | ساراواک - حدود 3km |
| ۱°۰′ شمالی ۱۱۰°۱۸′ شرقی / ۱٫۰۰۰°شمالی ۱۱۰٫۳۰۰°شرقی | اندونزی                    | کالیمانتان - حدود 4km |
| ۱°۰′ شمالی ۱۱۰°۲۰′ شرقی / ۱٫۰۰۰°شمالی ۱۱۰٫۳۳۳°شرقی | مالزی                      | ساراواک |
| ۱°۰′ شمالی ۱۱۰°۵۳′ شرقی / ۱٫۰۰۰°شمالی ۱۱۰٫۸۸۳°شرقی | اندونزی                    | کالیمانتان |
| ۱°۰′ شمالی ۱۱۱°۳۱′ شرقی / ۱٫۰۰۰°شمالی ۱۱۱٫۵۱۷°شرقی | مالزی                      | ساراواک - حدود 8km |
| ۱°۰′ شمالی ۱۱۱°۳۵′ شرقی / ۱٫۰۰۰°شمالی ۱۱۱٫۵۸۳°شرقی | اندونزی                    | کالیمانتان |
| ۱°۰′ شمالی ۱۱۰°۴۶′ شرقی / ۱٫۰۰۰°شمالی ۱۱۰٫۷۶۷°شرقی | مالزی                      | ساراواک - حدود 8km |
| ۱°۰′ شمالی ۱۱۱°۵۱′ شرقی / ۱٫۰۰۰°شمالی ۱۱۱٫۸۵۰°شرقی | اندونزی                    | کالیمانتان |
| ۱°۰′ شمالی ۱۱۸°۵۹′ شرقی / ۱٫۰۰۰°شمالی ۱۱۸٫۹۸۳°شرقی | تنگه ماکاسار               | |
| ۱°۰′ شمالی ۱۲۰°۴۴′ شرقی / ۱٫۰۰۰°شمالی ۱۲۰٫۷۳۳°شرقی | اندونزی                    | جزیرهٔ سولاوسی |
| ۱°۰′ شمالی ۱۲۲°۲۸′ شرقی / ۱٫۰۰۰°شمالی ۱۲۲٫۴۶۷°شرقی | دریای سلب                  | |
| ۱°۰′ شمالی ۱۲۴°۱۴′ شرقی / ۱٫۰۰۰°شمالی ۱۲۴٫۲۳۳°شرقی | اندونزی                    | جزیرهٔ سولاوسی |
| ۱°۰′ شمالی ۱۲۴°۵۴′ شرقی / ۱٫۰۰۰°شمالی ۱۲۴٫۹۰۰°شرقی | دریای ملوک                 | گذرکردن از شمال جزیرهٔ Gureda, اندونزی |
| ۱°۰′ شمالی ۱۲۷°۲۸′ شرقی / ۱٫۰۰۰°شمالی ۱۲۷٫۴۶۷°شرقی | اندونزی                    | جزیرهٔ هالماهرا |
| ۱°۰′ شمالی ۱۲۷°۳۸′ شرقی / ۱٫۰۰۰°شمالی ۱۲۷٫۶۳۳°شرقی | Kao Bay                    | |
| ۱°۰′ شمالی ۱۲۷°۵۶′ شرقی / ۱٫۰۰۰°شمالی ۱۲۷٫۹۳۳°شرقی | اندونزی                    | جزیرهٔ هالماهرا |
| ۱°۰′ شمالی ۱۲۸°۳۳′ شرقی / ۱٫۰۰۰°شمالی ۱۲۸٫۵۵۰°شرقی | اقیانوس آرام               | گذرکردن از جنوب جزیرهٔ Fani, اندونزی · گذرکردن از شمال Mapia Islands, اندونزی · گذرکردن از جنوب Kapingamarangi atoll, ایالات فدرال میکرونزی |
| ۱°۰′ شمالی ۱۷۳°۰′ شرقی / ۱٫۰۰۰°شمالی ۱۷۳٫۰۰۰°شرقی  | کیریباتی                   | مایانا atoll |
| ۱°۰′ شمالی ۱۷۳°۳′ شرقی / ۱٫۰۰۰°شمالی ۱۷۳٫۰۵۰°شرقی  | اقیانوس آرام               | گذرکردن از شمال جزیره هاولند, جزایر کوچک حاشیه‌ای ایالات متحده · Passing between جزیره گرگ و جزیره پینتا در گالاپاگوس، اکوادور              |
| ۱°۰′ شمالی ۷۹°۳۱′ غربی / ۱٫۰۰۰°شمالی ۷۹٫۵۱۷°غربی   | اکوادور                    | |
| ۱°۰′ شمالی ۷۸°۱۳′ غربی / ۱٫۰۰۰°شمالی ۷۸٫۲۱۷°غربی   | کلمبیا                     | |
| ۱°۰′ شمالی ۶۹°۱۳′ غربی / ۱٫۰۰۰°شمالی ۶۹٫۲۱۷°غربی   | برزیل                      | آمازوناس |
| ۱°۰′ شمالی ۶۶°۳۶′ غربی / ۱٫۰۰۰°شمالی ۶۶٫۶۰۰°غربی   | ونزوئلا                    | |
| ۱°۰′ شمالی ۶۵°۴۱′ غربی / ۱٫۰۰۰°شمالی ۶۵٫۶۸۳°غربی   | برزیل                      | آمازون - حدود ۱۱ کیلومتر |
| ۱°۰′ شمالی ۶۵°۳۶′ غربی / ۱٫۰۰۰°شمالی ۶۵٫۶۰۰°غربی   | ونزوئلا                    | |
| ۱°۰′ شمالی ۶۵°۱۰′ غربی / ۱٫۰۰۰°شمالی ۶۵٫۱۶۷°غربی   | برزیل                      | آمازون رورایما پارا آماپا Pará - یک جزیره در دهانه آمازون (رود)                                                                            |
| ۱°۰′ شمالی ۴۹°۵۶′ غربی / ۱٫۰۰۰°شمالی ۴۹٫۹۳۳°غربی   | اقیانوس اطلس               | |